# عادل السالمي
عادل علي السالمي، من مواليد 6 يوليو 1979 في اليمن، لاعب كرة قدم يمني ،.

## روابط خارجية
- عادل السالمي على موقع الاتحاد الدولي (مؤرشف)  (الإنجليزية)
- عادل السالمي على موقع ناشيونال فوتبول تيمز (الإنجليزية)
- عادل السالمي على موقع Soccerway.com (الإنجليزية)